# Honda CB 400 T/A/N
Ne doit pas être confondu avec Honda CB 400 F.
La CB 400 T est un modèle de moto bicylindre à quatre temps produit de 1977 à 1981 par le groupe japonais Honda, qui l'a décliné en version automatique 400 A Hondamatic, et, à partir de 1978, en version mieux équipée 400 N.
Elle a été utilisée par la Police nationale française[réf. souhaitée].

## CB 400 T
Après avoir présenté les premières motos à quatre cylindres avec les  350 F, 400 F, 500 F, 550 F et  la 750 F, Honda constate que les moyennes cylindrées de cette gamme  se vendent mal aux Etats-Unis. Pour les remplacer, la marque lance en 1977 de nouveaux modèles bicylindres, plus abordables que les quatre cylindres : la CB 400 T et un modèle moins puissant, la CB 250 T. La 400 T est dénommée Hawk aux Etats-Unis, et Dream au Royaume-Uni. 
Le moteur de la 400 T est un bicylindre en ligne à quatre temps de 395 cm3 à trois soupapes par cylindre (deux d'admission, une d'échappement) doté d'arbres d'équilibrage et d'un allumage à décharge capacitive (CDI). Installé face à la route et associé à une boîte à cinq rapports, il délivre 40 ch à 9500 tr/min et permet à la moto d'atteindre 162 km/h.
La CB 400 T bénéficie de nouveaux amortisseurs arrière, de jantes aluminium Comstar à cinq branches et de pneus tubeless. Elle est réputée confortable mais son frein avant, un simple disque, est jugé insuffisant, et son design est peu apprécié.

## CB 400 A Hondamatic
Dès le lancement de la 400 T, Honda en propose une version automatique, la 400 A, aussi dénommée Hondamatic. La version A partage l'essentiel des caractéristiques et équipements de la version T, avec un moteur dont la puissance est limitée à 30 ch. La différence principale est la boîte de vitesses, qui est une boîte automatique à deux rapports seulement. Cette version rencontre un succès commercial bien meilleur que sa devancière Honda 750 A.

## CB 400 N
Face à l'accueil peu enthousiaste de la 400 T, Honda lance en 1978 la 400 N : mécaniquement semblable à la 400 T, elle bénéficie d'un design différent et d'un double frein à disque à l'avant. Les performances sont légèrement améliorées (43 ch, 174 km/h). En 1980, pour répondre aux nouvelles normes environnementales, la 400 N est dotée de plus petits carburateurs, autorisant une baisse de consommation de l'ordre de 10 % pour des performances inchangées grâce à une boîte à six rapports.

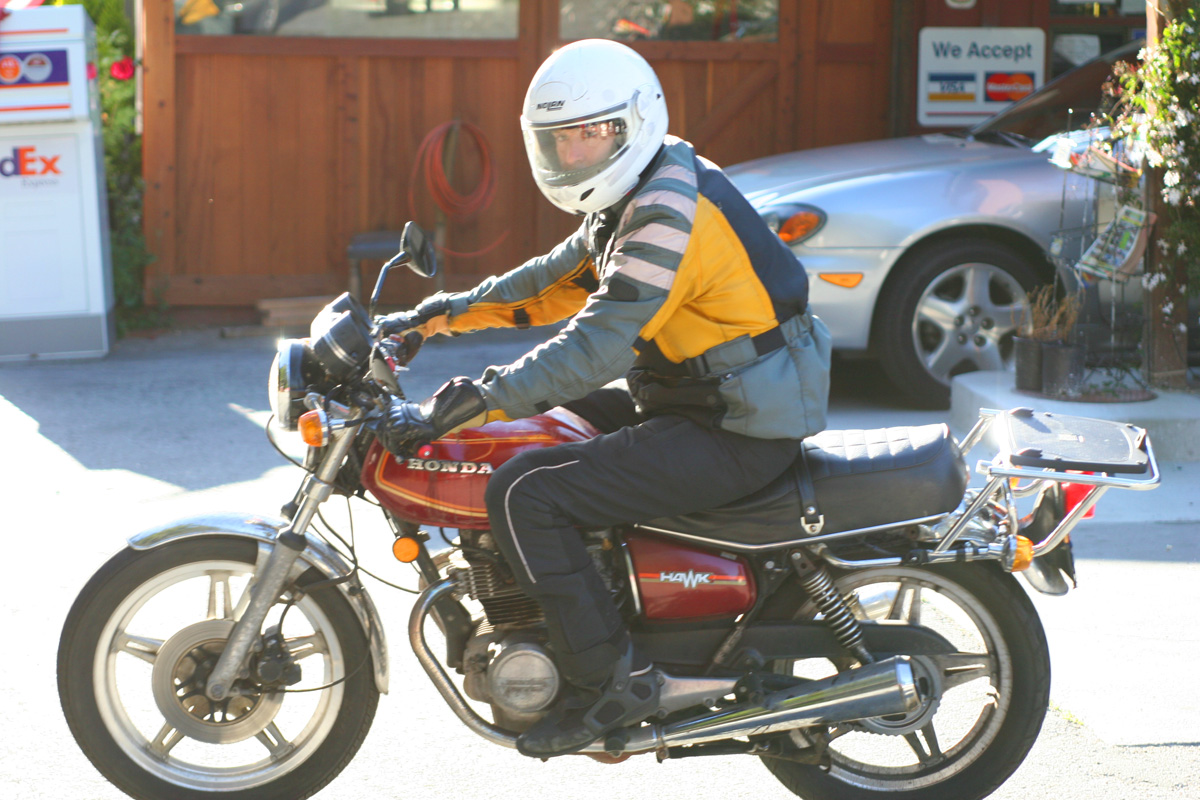
Honda CB 400 T Hawk.
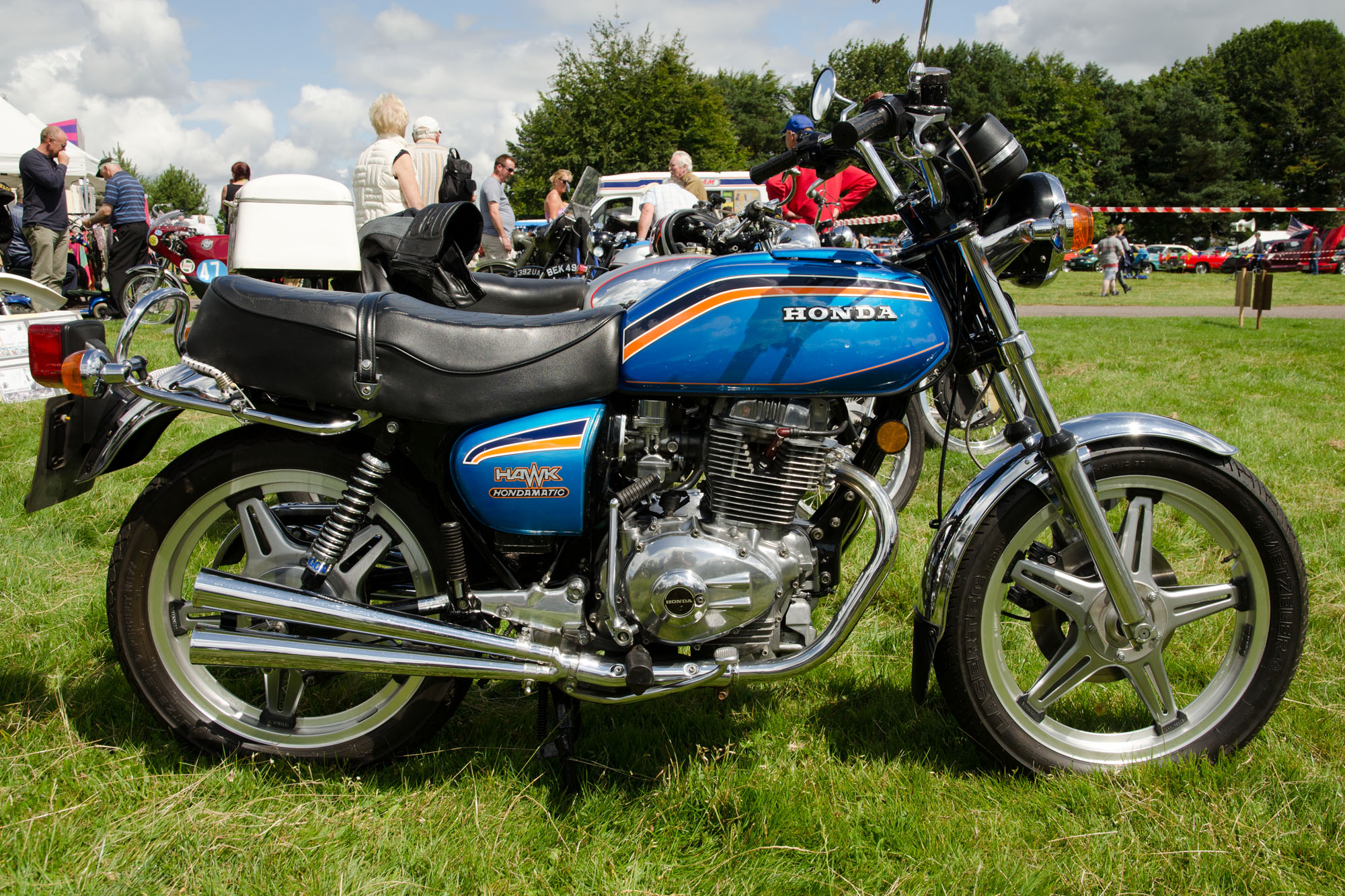
Honda CB 400 A Hondamatic (1978).
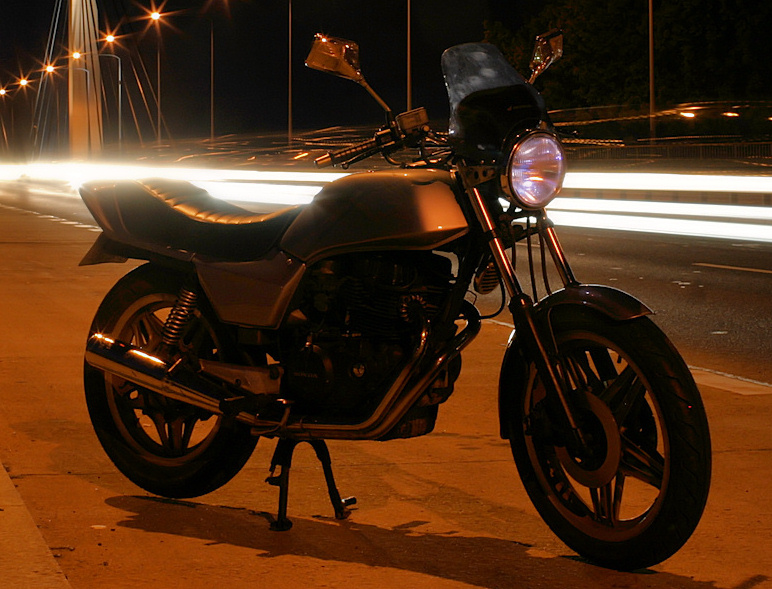
Honda CB 400 N (1981).